# Перибея (дочь Алкафоя)
Перибея (в ряде источников Эрибея) — персонаж древнегреческой мифологии. Афинянка, дочь Алкафа (либо дочь Алкафоя, царя Мегар). Афинская девушка, отправленная на Крит вместе с Тесеем в составе дани Миносу, согласно трагедии Софокла «Тесей». Минос был охвачен любовью к ней. Минос хотел овладеть ею, но Тесей заявил, что не допустит этого. Была женой Тесея (точнее, возлюбленной).
Жена Теламона и мать Эанта.